# Nilza Campos Ruschel
Nilza Campos Ruschel (Venâncio Aires, 16 de outubro de 1911 — , ) foi uma piloto de automóveis brasileira.
Foi a primeira mulher gaúcha a tornar-se piloto de automóvel e, durante duas décadas, a única a marcar presença no automobilismo de rua em Porto Alegre.
Foi contemporânea e adversária dos maiores nomes do automobilismo gaúcho, como Norberto Jung, Júlio e Catarino Andreatta, Diogo Ellwanger, Dirceu Oliveira e Adalberto Moraes.

## Vida pessoal
Seu nome de solteira era Nilza Pinto de Campos. Era filha de Amélia Pinto de Campos (nascida Ferreira Pinto - 1891-1958) e de Manoel Mariante de Campos (1872-1958). Em 28 de dezembro de 1924 casou-se com o médico Armando Ruschel.

## Trajetória no automobilismo
No início do século XX, o Rio Grande do Sul transformou-se em um pólo do automobilismo nacional. Na capital do estado, Porto Alegre, surgiram muitos pilotos do automobilismo de rua, na segunda metade dos anos 1920. Nesta época, destacou-se a presença de Nilza Campos Ruschel, que iniciou sua carreira em 1938, e teve boa presença nas competições automobilísticas de 1938 até 1941.
É possível que Nilza Ruschel tenha sido influenciada por uma mulher de nome Hellé Nice, piloto francesa que esteve no Brasil em 1936 para participar de competições automobilísticas. Hellé Nice é apontada como a pioneira entre as mulheres no automobilismo mundial de elite, tendo disputado mais de 70 corridas.
Nilza disputou, em março de 1941, o Circuito da Charqueada, em Cachoeira do Sul, com uma barata Ford Modelo A conversível, número 20, de quatro cilindros. Enfrentou carros mais potentes, como Ford V8, Mercury, La Salle e Oldsmobile. Depois de percorrer os 150 quilômetros da prova, conquistou um honroso quinto lugar, atrás de João Figueiredo, Iracy Freire, Mario Dornelles e do vencedor Norberto Jung.
Três meses depois, no Circuito do Cristal, em Porto Alegre, Nilza disputou a prova na categoria standard organizada pelo Touring Club, pela Associação Rio-grandense de Volantes (Arvo) e pela Folha da Tarde. O resultado financeiro da competição seria distribuído às vítimas da grande enchente que tinha inundado Porto Alegre meses antes. Depois de 75 quilômetros (cinco voltas), a piloto voltou a conquistar o quinto lugar com seu Ford.